# 분석화학

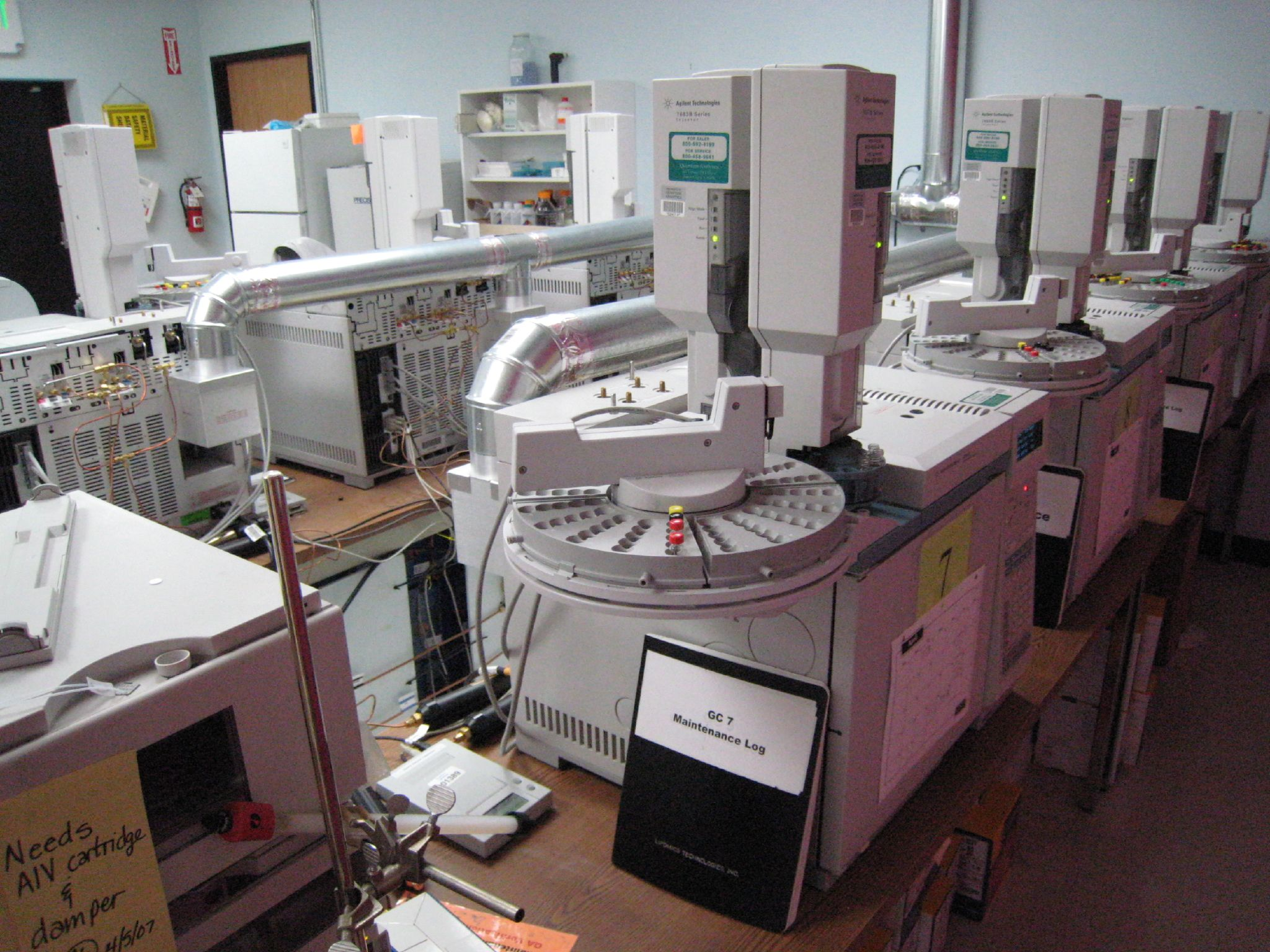
가스 크로마토그래피 연구소

분석화학(分析化學)이란 물질을 화학적으로 분석하여 물질의 조성, 화학적 구조, 형태 그리고 그 특성을 알아내는 학문이다. 무기화학과 유기화학이 각각 무기 화합물, 유기 화합물에 대한 학문인 반면에, 분석화학은 어떤 물질이나 반응에도 제한되지 않는다. 분석화학은 다른 학문을 위해 물질의 성질 등을 조사하고 분석하는 중요한 학문이며, 실제로 순수과학의 발전과 그 응용에 큰 공헌을 했다.

## 분류
전통적으로는 분석화학을 정성 분석과 정량 분석으로 나누어 왔다. 정성 분석은 그 양을 분석하지 않고 원소 번호나 화학 구성물을 알아내는 것을 말하는데 예를 들어 물은 산소와 수소로 이루어져 있는 것을 분석하였다면 그것은 정성 분석이다. 이에 비하여 정량 분석은 그 구성 성분의 양을 알아내는 분석으로 산소가 33%, 수소가 67%로 되어 있다고 하면 정량 분석이다.
오늘날에는 분석화학을 두가지 관점에서 나누는데 첫째로는 분석 대상에 따른 분류이고 둘째로는 분석 방법에 따른 분류이다.

### 분석 대상에 따른 분류

#### 생분석
생분석화학((bioanalytical chemistry) 은 생체 내의 분석을 총체적으로 일컫는 말로 핵산, 단백질, 탄수화물, 지방 등의 정보를 정성·정량적으로 분석하는 학문이다. 생분석화학은 분석화학 분야중에서 가장 활발하게 연구가 진행되고 있는 분야이다. 특히 인간 게놈 프로젝트 등을 진행하면서 시작된 유전체학(Genomics)을 시작으로 생분석화학은 그 분석 분야에 따라서 OMICS라는 이름을 붙여서 그 분야를 나누고 있다. 생분석 분야는 많은 경우 생물정보학(Bioinformatics)과 깊게 연관되어 발전하고 있다.
1. 염기서열분석: Genomics(en:Genomics)
2. 단백질 분석: Proteomics(en:Proteomics)
3. mRNA 분석: Transcriptomics((en:Transcriptomics)
4. 대사물질 분석: Metabolomics(en:Metabolomics)

#### 재료분석
반도체 산업과 나노 과학의 발달로 인해 상당한 주목을 받고 있는 분야. 투과 전자 현미경(TEM)과 주사 전자 현미경(SEM)을 비롯한 XRD, AES, XPS, SIMS 등의 장비가 주로 이용되며 미세 구조와 조성 그리고 격자 구조 등을 알아내는 분야이다.

#### 화학분석
유기화학이나 무기화학으로 합성한 물질의 화학구조와 그 양을 알아보는 방법으로 습식분석적 방법과 기기 분석적 방법으로 정성 정량 분석을 하는 것을 말한다. 분석화학은 산업 전반에 걸쳐 매우 중요한 도구의 역할을 하고 있다. 예를 들면 환경시료의 분석, 식품 분석등 생활환경에 밀접한 관련이 있으며, 순수 화학이라기보다는 응용화학이다.

#### 환경분석
환경분석화학은 대기, 수질, 토양 등에 포함된 원소의 양과 유기 물질의 양을 알아내는 분야이다. 환경 분석을 할 때는 신뢰도를 높이기 위해서 정해진 방법에 따른 분석이 권장되고 있다. 특히 미국 환경청인 EPA가 정한 시험방법을 많은 경우 표준으로 사용한다.

#### 법의학
국립과학수사연구소나 미국 TV 프로그램인 CSI과학수사대 등을 통해서 일반인에게 널리 알려진 분석화학의 한 분야이다. 범죄 수사를 하거나 친자 확인 등의 법정 소송과 관련된 분석화학을 총괄적으로 일컫는다.

### 분석 방법에 따른 분류

#### 분광학적 분석법
- 핵자기 공명법 (NMR: Nuclear Magnetic Resonance)
- 적외선 분광법 (IR: Infrared Spectroscopy)
- 라만 분광법 (Raman: Raman Spectroscopy)
- X-선 분광법 (XRF: X-ray Spectroscopy)
- 자외선, 가시광선 분광법 (UV-Vis: Ultraviolet/Visible Spectroscopy)
- 근적외선 분광법 (NIR: Near Infrared Spectroscopy)
- Auger 전자분광법 (AES: Auger Electron Spectroscopy)
- X-선 광전자분광법 (XPS: X-ray Photoelectron Spectroscopy)
- 원소분광법 (AAS: Atomic Absorption Spectroscopy)
- 유도플라즈마분광법 (ICP-AES: Inductively Coupled Plasma- Atomic Emission Spectroscopy)

- 분광학 현미경 (Vibrational Imaging)
  - 라만분광학 현미경 (CARS Imaging: Coherent Antistoke Raman Scattering)
  - 적외선분광학 현미경

#### 질량 분석법
질량 분석법은 시료를 주입하는 방식과 이온화 방식 그리고 검출하는 방식 등에 따라서 다른 이름이 주어진다.
- 이온화 방식에 따른 분류
  - 전자 충돌 이온화 방법(Electron Impact:EI)
  - 화학적 이온화(Chemical Ionization:CI)
  - 전기분사이온화법 (Electrospray Ionization: ESI)
  - 매트릭스 보조 레이저 탈착 이온화법 (MALDI)
  - 2차 이온화법 (Secondary Ion Mass Spectrometry: SIMS)
  - 유도플라즈마이온화법 (Inductivly Coupled Plasma: ICP)
- 검출 방식에 따른 분류
  - Magnetic Sector(자기장에 의한 분리)
  - Quadrupole(전기장에 의한 분리)
  - Ion Trap(원형 전기장에 의한 분리)
  - Time Of Flight(비행시간을 이용하는 비행시간형 질량분석법)
  - Fourier Transform(강한 자기장에 의하여 회전하는 이온의 분자량을 푸리에 분석을 통하여 분석하는 방법)
- 질량분석현미경 (Mass Spectral Imaging)

#### 분리 분석
- 기체 크로마토그래피(Gas Chromatography)
  - 기체-고체 크로마토그래피(Gas-Solid Chromatograph)
  - 기체-액체 크로마토그래피(Gas-Liquid Chromatography)
- 액체 크로마토그래피(Liquid Chromatography)
  - 정상 크로마토그래피(Normal Phase Chromatography)
  - 역상 크로마토그래피(Reverse Phase Chromatography)
  - 겔 투과 크로마토그래피(Gel Permeation/Filtration Chromatography)
- 초임계 유체 크로마토그래피(Supercritical Fluid Chromatography)
- 평판 크로마토그래피(Planar Chromatography)
- 모세관 전기 영동(Capillary Elelctrophoresis)
- 겔 전기 영동(Gel Electrophoresis)

#### 결정학적 분석법
- X선 결정학(X-ray Crystallography, X-ray Diffractometry)
- 전자빔 결정학(Electron Crystallography)

#### 전기화학
미량의 이온을 검출하는 방법으로 전기화학을 이용한다.

#### 현미경
- 광학 현미경(Optical Microscopy)
- 형광 현미경(Fluorescence Microscopy)
- 주사 전자 현미경(Scanning Electron Microscopy)
- 투과 전자 현미경(Transmission Electron Microscopy)
- 원자 탐침 현미경(Scanning Probe Miscroscopy)

## 분자이미지
분자 이미지는 기존의 분석장비를 현미경에 연결하여 분자정보를 가진 이미지를 만드는 방법으로 2000년대 들어 매우 활발하게 연구되고 있는 분야이다. 초기에는 전자 현미경 안에 설치된 각종 모듈을 이용하여 원자정보나 작은 영역의 결정정보를 가진 이미지를 만들게 되었는데 오늘날에 와서는 광학현미경이나 원자 탐침 현미경등에 분광학 모듈을 결합하여 분석할 수 있게 되었다. 또한, 이차이온 질량분석기(SIMS)와 MALDI-TOF, 아주 최근에는 Electrospary를 이용하는 방법까지 개발되었다. 하지만 분자이미지 분야는 아직 초기 단계이다. 미량을 분석하는 데 적합하지 않고 공간분해능이 현미경에 비하여 아직은 많이 낮다는 단점이 있다. 또한, 대개는 만들어진 이미지가 대용량의 메모리를 필요로 하고 또한 분석이 쉽지 않다. 그래서, 컴퓨터 분야의 발전과 함께 앞으로 더 많은 발전이 기대되는 분야이다.
- 분광학 현미경 (Vibrational Imaging)
  - 라만분광학 현미경
    - Surface Enhanced Raman Spectroscopy (SERS) Imaging
    - Coherent Anti-Stoke Raman Spectroscopy (CARS) Imaging

  - 적외선분광학 현미경
- 질량분석현미경 (Mass Spectral Imaging)
  - Matrix Assisted Laser Desoprtion Ionization (MALDI) Imaging
  - Secondary Ion Mass Spectrometry (SIMS) Imaging

## Lab On A Chip & µTAS
Lab On A Chip은 소형화된 총체적분석(micro total analytical system: µTAS)을 목표로 보다 효율적인 분석화학을 만들려는 새로운 노력이다. 여러 가지 분석 방법을 서로 결합하고 이를 소형화해서 동전 하나 크기만한 작은 칩에 집적하는 일에 많은 중요성을 두고 있다. 이러한 소형화된 시스템은 대개 현미경과 연결되며 분자 수를 셀 수 있는 수준의 아주 미량을 분석할 수 있는 시스템을 만드는 데 중점을 두고 있으며 이를 통하여 궁극적으로는 분자 한개, 세포한개, 나노소자 등을 분석하려는 것을 목표로 한다. Lab On A Chip은 컴퓨터 산업에서 마치 진공관이었던 초기 컴퓨터가 현재는 수많은 집적회로로 구성됨으로써 컴퓨터 혁명이 이뤄졌던 것처럼 커다란 크기의 화학장비들을 집적하여 새로운 혁명을 만들어 낼 수 있을 것으로 기대하고 있다.

## 분석화학 분야의 주요업적
- 2003년 노벨 생리학·의학상
  - Paul Lauterbur, Sir Peter Mansfield: 자기공명영상화 (Magnetic Resonance Imaging)

- 2002년 노벨 화학상
  - Kurt Wüthrich: NMR을 이용한 단백질 구조분석
  - John B. Fenn: 전기분사법(Electrospray) 개발로 단백질 분자량 검출
  - 다나카 고이치 (田中耕一): MALDI-TOF를 이용한 단백질 분자량 검출

- 1994년 노벨 물리학상
  - Bertram Neville Brockhouse : 중성자 분광학 (Neutron Spectroscopy)
  - Clifford Glenwood Shull : 중성자 회절방법 (Neutron Diffraction Technique)

- 1991년 노벨 화학상
  - Richard R. Ernst: FT-NMR 개발

- 1989년 노벨 물리학상
  - Hans Georg Dehmelt과 Wolfgang Paul: 질량분석기인 이온트랩(ion trap)기술 개발

- 1986년 노벨 물리학상
  - Ernst Ruska: 주사전자현미경(Scanning Electron Microscope) 개발
  - Gerd Binnig and Heinrich Rohrer: 원자탐침현미경 (Scanning Tunneling Microscope)개발

- 1982년 노벨 화학상
  - Aaron Klug: 전자결정학을 이용한 단백질 구조분석

- 1981년 노벨 물리학상
  - Nicolaas Bloembergen, Arthur Leonard Schawlow: 레이저분광학 (laser spectroscopy)
  - Kai Manne Börje Siegbahn: 고분해능 전자 분광학 high-resolution electron spectroscopy)

- 1980년 노벨 화학상
  - Walter Gilbert,Frederick Sanger: DNA 서열분석방법 개발

- 1979년 노벨 생리학·의학상
  - Allan M. Cormack, Godfrey N. Hounsfield: X-선을 이용한 컴퓨터 단층촬영 (Computer Assisted Tomography)

- 1964년 노벨 화학상
  - Dorothy Crowfoot Hodgkin: X선 결정학을 이용한 분자구조 결정

- 1959년 	노벨 화학상
  - Jaroslav Heyrovský: 폴라로그래피(polarographic methods)를 이용한 분석방법 개발

- 1953년 노벨 물리학상
  - Frits, Zernike: 상대조 현미경(phase contrast microscope)

- 1952년 노벨 화학상
  - Archer John Porter Martin, Richard Laurence Millington Synge: 분별 크로마토그라피 개발 (partition chromatography)

- 1948년 노벨 화학상
  - Arne Wilhelm Kaurin Tiselius: 전기영동에 의한 단백질 분리 방법

- 1937년 노벨 물리학상
  - Clinton Joseph Davisson, 조지 패짓 톰슨(George Paget Thomson): 결정체에 의한 전자회절현상 발견

- 1936년 노벨 화학상
  - Petrus (Peter) Josephus Wilhelmus Debye: X-선 회절에 의한 분자 구조 규명

- 1930년 노벨 물리학상
  - Chandrasekhara Venkata Raman: 라만 분광학의 발견 (Raman Spectroscopy)

- 1924년 노벨 물리학상
  - Karl Manne Georg Siegbahn: X-선 분광학의 발견 (X-ray spectroscopy)

- 1923년 노벨 화학상
  - Fritz Pregl: 연소에 의한 원소분석을 통하여 미량의 유기물 분석방법 개발

- 1921년 노벨 물리학상
  - 알베르트 아인슈타인 (Albert Einstein): 광전자효과와 오제전자 (X-ray Photoelectron Spectroscopy & Auger Electron Spectroscopy)

- 1915년 노벨 물리학상
  - William Henry Bragg, William Lawrence Bragg: X-선을 이용하여 결정 구조 분석

- 1914년 노벨 물리학상
  - Max von Laue: 결정체에 의한 X-선 회절현상 발견 (X-ray Diffraction)

## 같이 보기
- 도량형학
- 미량분석

### 주요저널
- (영어) Analytical Chemistry
- (영어) Nature Biotechnology
- (영어) Nature Methods
- (영어) Lab on a Chip
- 분석과학

### 학회
- 한국분석과학회[깨진 링크(과거 내용 찾기)]
- (영어) Pittsburgh Conference 미국 분석 전시회
- (독일어) Analytica 독일 분석 전시회
- (일본어) JAIMASHOW(分析展) 일본 분석 전시회

### 리뷰
- (영어) 2006년Vol.78 Issue 12. Analytical Chemistry : 분석방법에 따른 리뷰[깨진 링크(과거 내용 찾기)]
- (영어) 2005년Vol.77 Issue 12. Analytical Chemistry : 분석대상에 따른 리뷰[깨진 링크(과거 내용 찾기)]
- (영어) 2004년Vol.76 Issue 12. Analytical Chemistry : 분석방법에 따른 리뷰[깨진 링크(과거 내용 찾기)]
- (영어) 2003년Vol.75 Issue 12. Analytical Chemistry : 분석대상에 따른 리뷰[깨진 링크(과거 내용 찾기)]

### 웹사이트
- (영어) 질량분석현미경 (MALDI-MSI)[깨진 링크(과거 내용 찾기)]
- (영어) 라만현미경 (CARS Imaging)